# Pie de foto

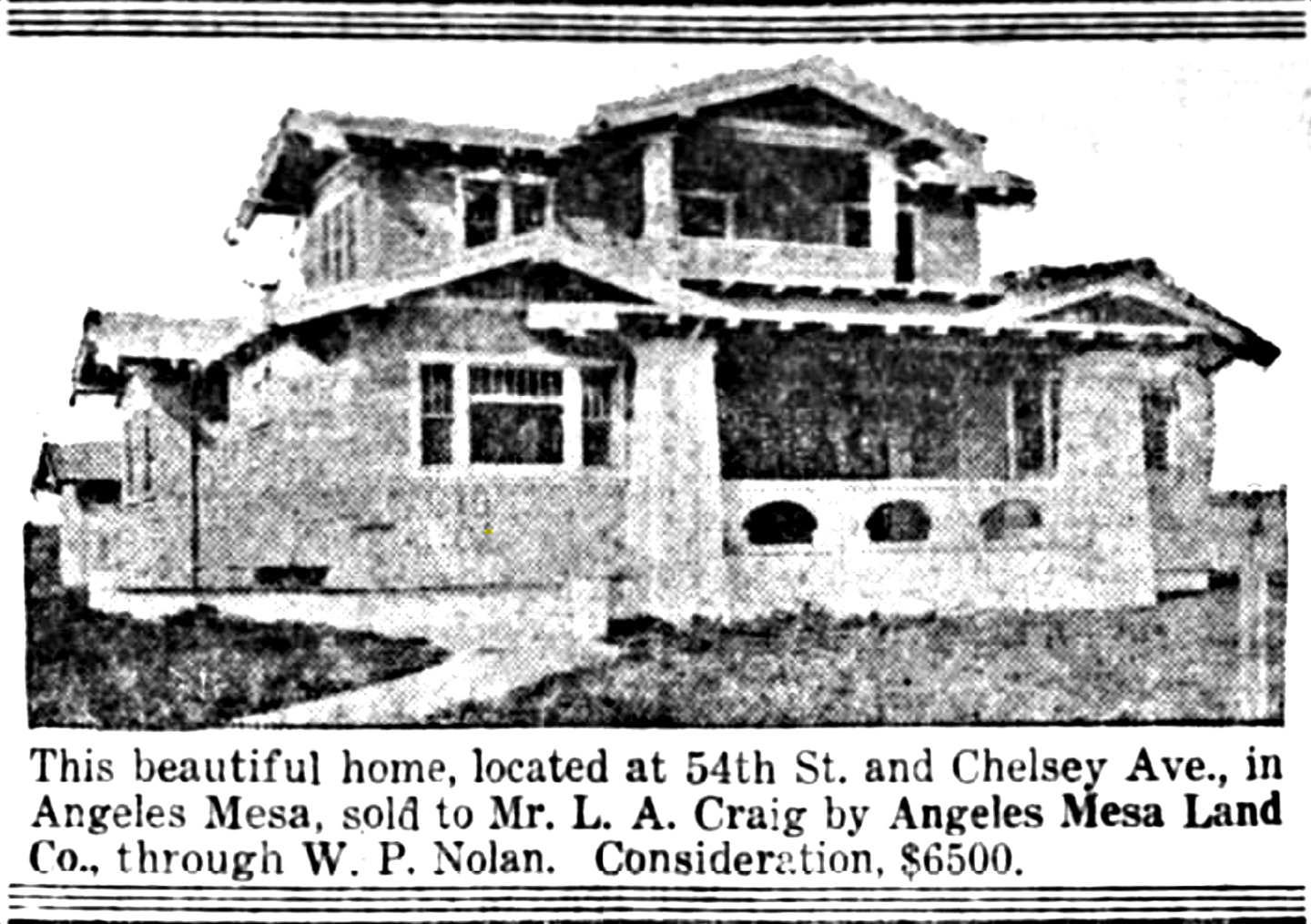
Foto de una casa con pie de foto.

El pie de foto es un texto utilizado para explicar una publicación fotográfica. Generalmente estos textos se encargan de describir la fotografía, definiéndola, dando contexto o relacionándola con el artículo en cuestión.
Los pies de foto en vez de unas frases pueden constar de un encabezado con desarrollo, como artículos periodísticos y revistas.  También existen programas de software que generan pies de foto relacionados con la imagen de forma automática.